# Commius

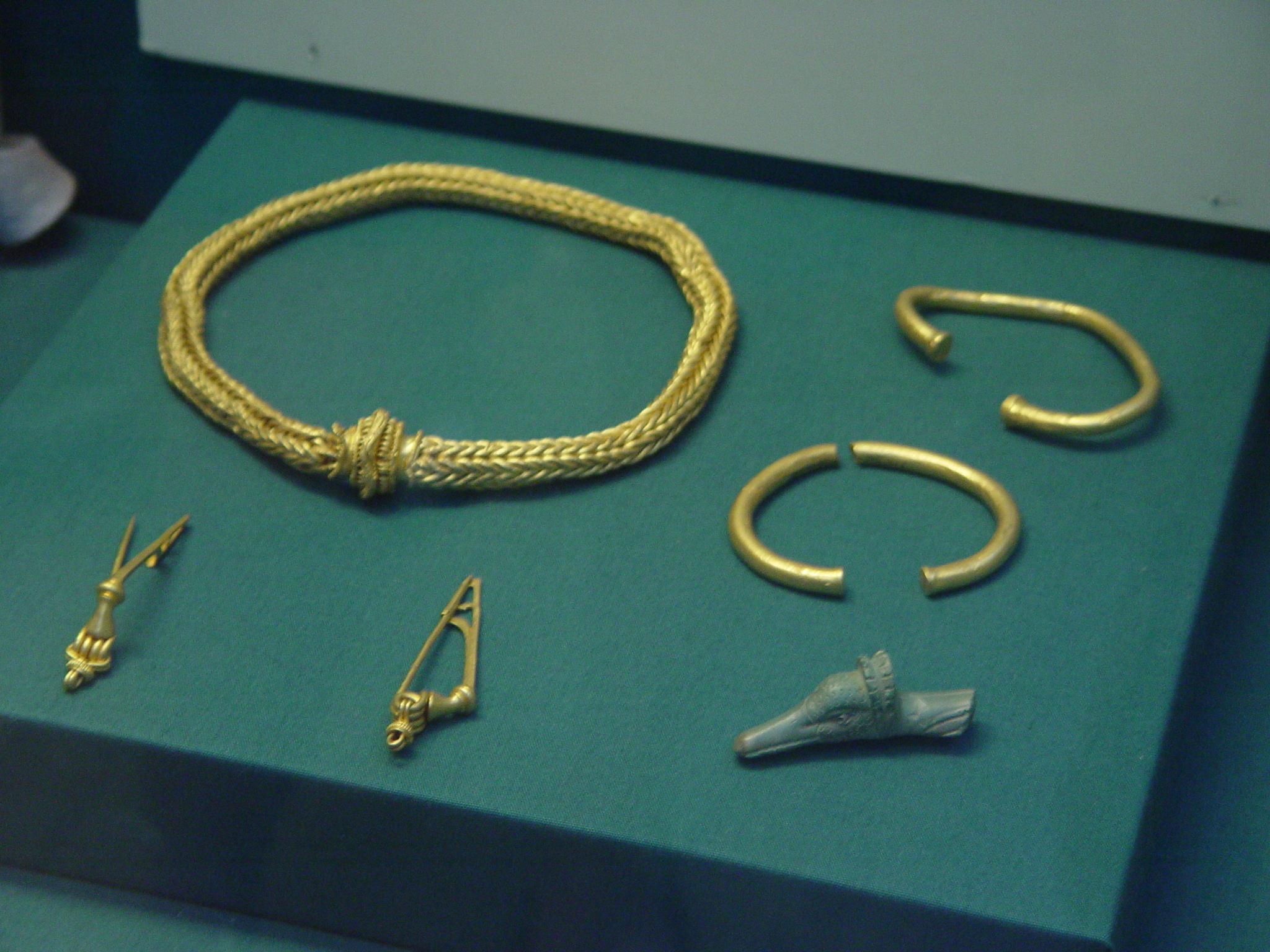
Tyto šperky byly pravděpodobně diplomatickým darem vládci v jižní Británii a pravděpodobně souvisely s králem Commiem.

Commius (1. století př. n. l.? Galie - 1. století př. n. l.? Británie) byl galským vůdcem kmene Atrebatů, který během galských válek podporoval Julia Caesara a jeho římské legie v Galii, do doby než se přidal v bitvě u Alesie na stranu galského povstání vedeného Vercingetorigem. 

## V římských službách
První zmínka o Commiovi je z roku 57 př. n. l., kdy Julius Caesar zvítězil nad Belgy na řece Sambre, kde ho Caesar jmenoval vůdcem Atrebatů, protože byl ohromen jeho odvahou a věřil v jeho věrnost Římanům. V roce 55 př. n. l. Julius Caesar plánoval první expedici do Británie a tak poslal Commia přes Lamanšský průliv s příkazy navštívit co nejvíce tamějších kmenů a přesvědčit je, aby přijali římskou ochranu. Tato Commiova mise ihned skončila, protože byl zajat při přistání v Británii a uvězněn místními kmeny. Propuštěn byl až poté, co se v Británii objevil Julius Caesar a úspěšně odrazil první útoky na pobřeží. V následujícím roce se do Británie s Caesarem znovu vrátil a vyjednal mírovou dohodu s Cassivellaunem. Po druhé výpravě do Británie se Commius vrátil do Galie. Následně si v deltě Rýna Caesar podmanil kmen Menapiů a Commia pověřil velením jezdectva v této oblasti. Za svou loajalitu byl odměněn tím, že mu byly přiděleny pozemky kmene Morinů a tyto pozemky byly osvobozeny od daní.

## V galských službách
Během zimy 53-52 př. n. l. se Commius připojil ke galskému povstání vedeným Vercigetorigem. Tu zimu v Galii velel římský vojevůdce Titus Labienus, zatímco Julius Caesar pobýval v severní Itálii. Podle Caesara Titus Labienus zjistil, že se Commius spiknul proti Césarovi a tak se rozhodl ho zajmout. Římský vojevůdce Gaius Volusenus a skupina centurionů byla vyslána na schůzku s Commiem. Jejich plánem bylo Commia zavraždit tak, aby to vypadalo jako tragická nehoda. Tento plán selhal, protože Commia spolubojovníci zachránili, přesto Commius utrpěl těžké zranění. Commius se od této chvíle stal nepřítelem Římanů.
Commius je dále zmíněn v bitvě o Alesii, kde se spolu s Eporedorigem Viridomarem a Vergasillaunem snažil pomoci Vercingetorigovi z obležení, když s galskými kmeny napadli římské obležení z vnější strany. Po prohrané bitvě u Alesie se vrátil na sever a připojil se ke kmeni Bellovaků se kterými se chtěl postavit proti Caesarovi, ale nedostatečný počet bojovníků ho donutil odejít do Germánie, kde chtěl najít další spojence. Když se vrátil s 500 bojovníky, byl vůdce Bellovaků zabit a Bellovakové se vzdali Římanům a tak uprchl zpět do Germánie. Nedlouho poté se vrátil do Galie v čele skupiny bojovníků, s nimiž se snažil vést partyzánskou kampaň proti Římanům. Nejbližší římský velitel Marcus Antonius poslal kavalerii, která měla za úkol ho zajmout. Po řadě drobných střetů s Římany utrpěl Commius porážku v bitvě, v níž Římané zabili velké množství jeho stoupenců. Tato porážka přesvědčila Commia, že další odpor je zbytečný a poslal zprávu Marcovi Antoniovi, kterému nabídl, že odejde tam, kam bude poslán, tak aby nepřišel do kontaktu s Římany. Antonius tyto návrhy přijal.

## Král Británie
Pravděpodobně v roce 50 př. n. l. odešel do Británie, kde důkazy na mincích naznačují, že se stal králem v oblasti jižně od řeky Temže, která zahrnovala dnešní Hampshire a Sussex. Důkazy na mincích také naznačují, že jeho tři synové také vládli oblasti jižní Británie.